# 1374

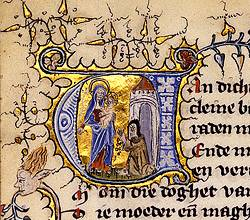
Het Beatrijs manuscript

Het jaar 1374 is het 74e jaar in de 14e eeuw volgens de christelijke jaartelling.

## Gebeurtenissen
- januari - In de Honderdjarige Oorlog wordt een wapenstilstand gesloten.
- 9 oktober - De Stormvloed van 1374 richt verwoestingen aan in Zuidwest-Nederland.
- Het Despotaat Angelokastron en Lepanto houdt op te bestaan en wordt bij het Despotaat Arta gevoegd.
- De Meriniden staan Gibraltar af aan Granada.
- Franeker ontvangt stadsrechten.
- Het noordelijke deel van de Gouwe, tussen Schouwen en Dreischor, wordt ingepolderd. De polder Noordschouwe ontstaat.
- De sint-jansziekte wordt voor het eerst beschreven.

## Kunst en literatuur
- Creatiedatum van het enig overgebleven handschrift van de Beatrijs. (jaartal bij benadering).

## Opvolging
- Armenië - Leo VI als opvolger van Constantijn VI
- Pommeren-Stolp - Bogislaw V opgevolgd door Casimir IV
- Orde van Sint-Jan - Raymond Berenger opgevolgd door Robert de Juliac
- Tarente - Filips II opgevolgd door zijn neef Jacob van Baux

## Afbeeldingen

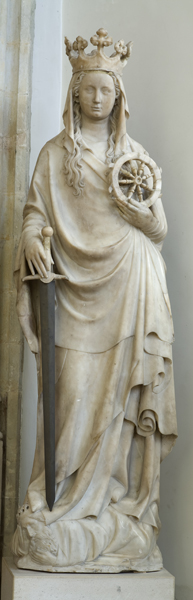
André Beauneveu: Sint-Catharina (opdracht 1374)
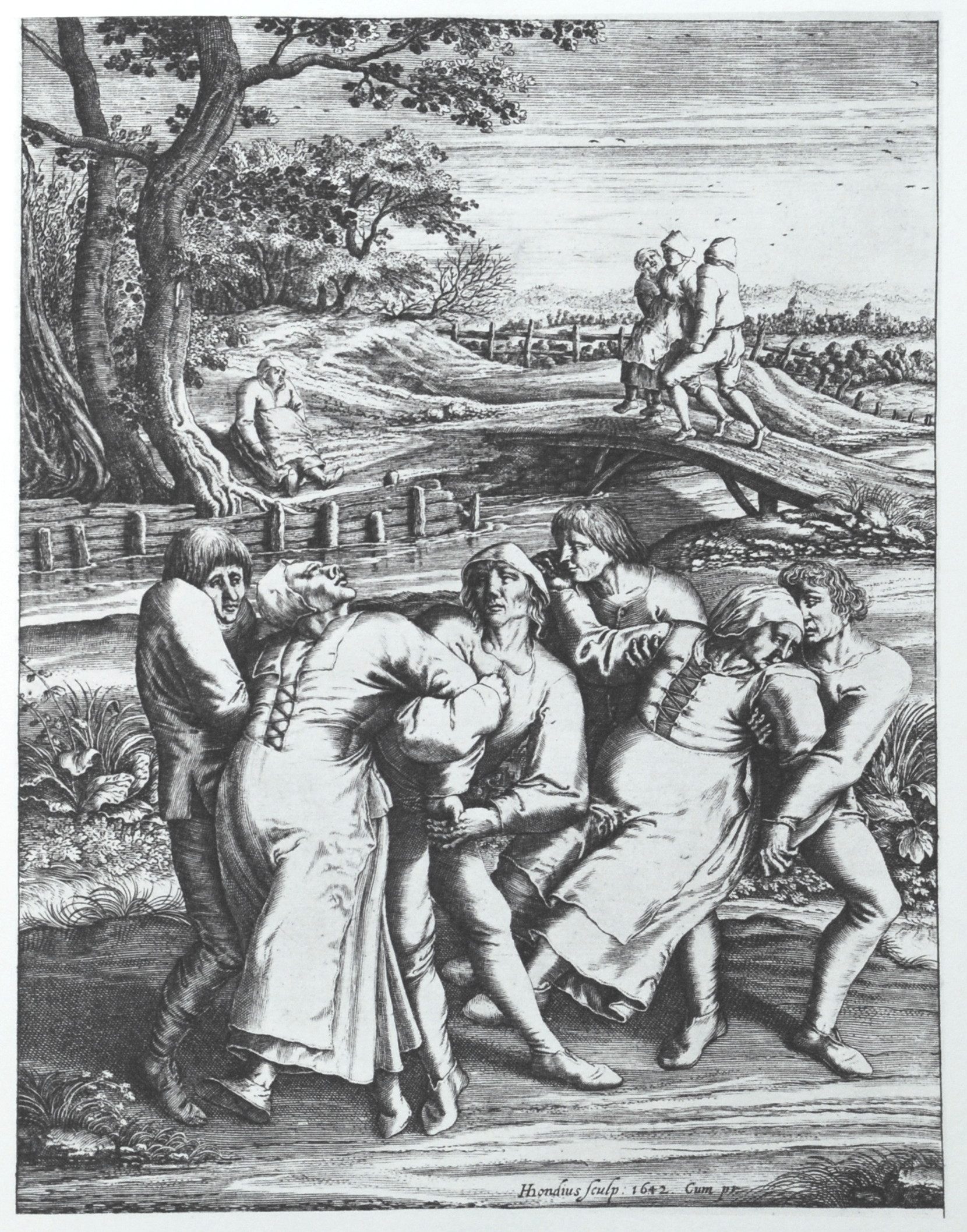
De sint-jansziekte wordt gekenmerkt door dansmanie

## Geboren
- oktober - Margaretha van Bourgondië, echtgenote van Willem VI van Holland
- Diederik X van Kleef, graaf van Mark
- Dragpa Gyaltsen, vorst van Tibet (1385-1432)
- Eleonora Urraca, echtgenote van Ferdinand I van Aragon
- Jan van Beieren, prins-bisschop van Luik (1389-1418) en graaf van Holland (1418-1425)
- Stefan Lazarević, heerser van Servië
- Thomas Holland, Engels edelman

## Overleden
- 6 januari - Andreas Corsini (~71), Italiaans bisschop
- 12 maart - Go-Kogon (35), tegenkeizer van Japan (Noordelijke Hof) (1352-1371)
- 23 april - Bogislaw V van Pommeren (~55), Duits edelman
- 19 mei - Sancho (~31), Castiliaans prins
- 7 juli - Hendrik IV van Anhalt, Duits edelman
- 18 juli - Francesco Petrarca (69), Italiaans schrijver
- september - Johanna van Vlaanderen, Frans edelvrouw
- 25 november - Filips II, vorst van Tarente
- 1 december - Magnus Eriksson (58), koning van Zweden (1319-1364) en Noorwegen (1319-1355)
- Eleonora van Sicilië (~49), echtgenote van Peter IV van Aragon
- Ibn al-Khatib (~60), Andalusisch schrijver
- Raymond Berenger, grootmeester van de Orde van Sint-Jan
- Guyote van IJsselstein, Nederlands edelvrouw (jaartal bij benadering)